# Kuschelina perplexa
Kuschelina perplexa är en skalbaggsart som först beskrevs av Blake 1954.  Kuschelina perplexa ingår i släktet Kuschelina och familjen bladbaggar. Inga underarter finns listade i Catalogue of Life.